# A.P. Berggreen
Andreas Peter Berggreen (2. marts 1801 i København – 8. november 1880 smst.) var en dansk komponist og musikalsk forfatter. Som ung blev han en overgang vejledt af C.E.F. Weyse, men modtog ikke egentlig undervisning.

## Liv og gerning
Hans fader, kammager Carl Peter Berggreen, var svensk af fødsel, moderen, Dorothea f. Lynge, var datter af distriktslæge Lynge i Frederiksborg. Da Andreas var 10 år gammel, blev han sat i huset hos sin morfar og begyndte at gå i Frederiksborg lærde Skole. Opholdet i den lille by lagde på flere måder grunden til hans musikalske udvikling. I huset hos sin morfader, som selv var musikven, fik han i 1813 sin første og eneste egentlige undervisning i musik, ganske vist kun nogle få timer på fløjte, der var datidens foretrukne instrument. I Frederiksborg fandtes et usædvanligt musikalsk liv, og flere familier holdt ugentlige musiksammenkomster. Andreas deltog i disse, og han har selv tilskrevet dem megen indflydelse på sin udvikling. I 1814-15 begyndte han at forsøge sig som komponist, skrev småstykker for fløjte, en sonate for fløjte og guitar samt nogle romancer. Selv skolen bidrog til hans udvikling, i det hans velynder og ven på fløjtespillets vegne, overlærer Dahl, bragte ham nogle folkemelodier, han havde med ned fra Norge, og som for første gang vakte hans opmærksomhed for folketonernes ejendommelighed.

### Første kompositioner
Da han i 1819 blev student, var det hans agt at dyrke musikken. Imidlertid ønskede hans familie, at han skulle gå den juridiske vej, han bøjede sig i første omgang for dette ønske tog han filosofikum og begyndte på studiet. Men allerede kort tid efter opgav han atter juraen og besluttede nu helt at hellige sig kunsten. Med iver kastede han sig over studiet af den musikalske teori, i hvilken han endnu kun besad en ringe indsigt. Han stiftede bekendtskab med C.E.F. Weyse, som gennemså hans kompositioner og gav ham vejledende vink og råd, men egentlig undervisning gav Weyse ham ikke, hans væsentlige musikalske uddannelse var hans eget værk. I 1822-23 udgav han sit første arbejde, "Sange med Akkompagnement af Guitar", hvori nogle af hans i drengeårene komponerede romancer fandtes optagne. Den gang lå han på Regensen og dirigerede her regensianernes firstemmige sange; til Regensens 200-årsfest den 1. juli 1823 komponerede han kantaten, og en af hans populæreste sange, "Kong Christian lægger ned sit Sværd", hørtes ved denne lejlighed for første gang. For studentersangen virkede han meget også de følgende år; de i 1833 udgivne "Sange for Studenterforeningen", som blev forløberne for studentersangforeningens stiftelse i 1839, er redigerede af ham.

### Trange år
Efter det muntre regensliv, som Andreas i sine ældre år stedse mindedes med forkærlighed, fulgte trange tider under fortsatte musikalske studier og informationer for det daglige udkomme. I 1828 giftede han sig med Dorothea Frederikke Wettergreen, datter af guldsmedemester Wettergreen, og fik nu også en Familie at sørge for. Han producerede i disse år ikke meget: da Adam Oehlenschläger skrev en kantate til arveprins Ferdinands og prinsesse Carolines formælingsfest i 1829, komponerede Andreas musikken, og han fejrede sin gamle rektor Bendtsens minde ved en sørgekantate i 1831. I 1832 opførtes hans første dramatiske komposition, "Billedet og Busten", en opera i 3 akter af Oehlenschläger. Heri viste han sig stærkt påvirket af Weyse og til dels af Schultz. Stræben efter naturlighed og efter en nøje overensstemmelse imellem musik og tekst er ejendommelig for hans kompositioner, men hans frygt for jagen efter effekt gav ikke sjælden hans musik et noget tørt præg, og han blev derfor ingen populær teaterkomponist. Hverken hans musik til "Billedet og Busten" eller til andre af hans trofast beundrede Oehlenschlägers arbejder, som "Tordenskjold" fra 1832, "Dronning Margrethe" fra 1833 og "Sokrates" fra 1835, formåede at efterlade sig noget varigt spor.

### Udgiver af musiktidsskrift
I 1836 optrådte Andreas for første gang som musikalsk forfatter, hvortil hans akademiske dannelse og teoretiske kundskaber gav ham gode forudsætninger, ved udgivelsen af ugebladet "Musikalsk Tidende". Med uforbeholdenhed forfægtede han heri sine musikalske principper, hvad der indviklede ham i flere litterære fejder, blandt andre med hans tidligere ven, organist Muth-Rasmussen. Men tidsskriftet, som var det første af sin slags i Danmark, kunne på grund af manglende tilslutning ikke holde sig og gik ind samme år. Dog må det bemærkes, at tidsskriftet udmærkede sig ved, at det var her, at Andreas præsenterede sin elev, den unge N.W. Gade, for publikum med en mindre komposition. Nogle år senere, i 1845, tog han i et musikalsk flyveblad, "Hejmdal", hvoraf kun to numre nåede at udkomme, Gade i forsvar imod de da rådende musikautoriteter og mod pressen. I disse år virkede Berggreen også som musikkritiker ved flere københavnske blade.

### Ansættelse som organist. Komponistvirksomhed lakker mod enden
I 1838 ansattes han som organist ved Trinitatis Kirke og i 1843 som sanglærer ved Metropolitanskolen. En lignende stilling havde han ved von Westens Institut, og til brug ved denne undervisning udgav han fra 1834 efterhånden en række 2-, 3- og 4-stemmige "Sange til Skolebrug", i alt 14 hæfter, det sidste i 1876.
Ligeledes i 1843 stiftede han Håndværker-Sangforeningen, som gav stødet til dannelsen af mange lignende mandssangforeninger af folkelig karakter.
Ved denne tid afsluttede han hovedsagelig sin komponistvirksomhed. Blandt hans sene kompositioner kan nævnes en del danske, svenske og tyske sange, et "Ave verum corpus" og et "Pater noster» for 4 stemmer samt flere lejlighedskantater, fx ved Frederiksborg Skoles indvielse i 1836, ved Frederik VI’s død i 1840 og ved mindefesten for Gutenberg i 1840, hvortil senere endnu kom kantaten over Oehlenschläger i 1850. Resten af sit lange liv helligede han sin betydningsfulde virksomhed for skole-, kirke- og folkesangen. I 1859 blev han udnævnt til Sanginspektør ved de lærde Skoler, Seminarierne og de øvrige under Kirke- og Undervisningsministeriet hørende Anstalter, en post han beklædte til kort før sin død.

### Sene forfattervirksomhed
Ved sin stilling som organist førtes han naturligt til at beskæftige sig med kirkesangen, som han omfattede med stor kærlighed, og på hvis udvikling han arbejdede både praktisk ved en mængde salmer, af hvilke adskillige vandt almindelig yndest, blandt andre "Lær mig, o Skov, at visne glad", "Tænk, naar en Gang den Taage er forsvunden", og den som børnesalme meget brugte "Lyksalig, lyksalig hver Sjæl, som har Fred", og teoretisk ved sin afhandling "Om Menighedssangen", der findes som indledning til hans store salmeværk: "Melodier til Salmebog til Kirke- og Husandagt og til Evangelisk-kristelig Salmebog". I dette betydningsfulde værk, som udkom første gang i 1852-53 og siden i flere oplag, har han nedlagt udbyttet af et mangeårigt arbejde i en for 2, 3 og 4 stemmer udført redaktion af danske kirkesalmer, tillige med historiske oplysninger om salmemelodierne.
Den interesse for folkesange, som vaktes allerede i hans skoletid, holdt sig hele livet igennem, og med utrættelig flid samlede han i en lang årrække såvel nordiske som fremmede folkemelodier. Resultatet heraf forelagde han offentligheden i sit værk: Folkesange og Melodier, fædrelandske og fremmede, samlede og udsatte for Pianoforte, der i 1. udgave udkom i 1842-47, og i betydelig forøget skikkelse i 2. udgave 1861-71 i 11 store bind. En overordentlig stor mængde folkemelodier fra alle verdens kanter forefindes her med et let spilleligt akkompagnement, der gør dem tilgængelige selv for det ikke meget musikalsk uddannede publikum, og med kritiske og historiske noter. Det blev hans livs hovedværk og i den musikalske litteratur enestående.
Hans livslange arbejde blev værdsat i samtiden. I 1858 udnævntes han til titulær professor, og han hædredes med danske og svenske ordener. I 1876 stiftedes et legat i hans navn for musikere, der virkede til folke- og kirkesangens fremme, og i 1878 blev han æresdoktor ved Københavns universitet.
Endnu i høj alder vedblev han at arbejde. I 1872-74 samlede han sine kompositioner for sang og klaver i 3 bind; i 1875 udgav han 3 hæfter "Ældre Sangmusik" (af Reichardt, Schultz og Mozart) for, som han siger, ligesom at aflægge "sin musikalske Trosbekjendelse", og endelig sluttede den da 75-årige mand sin virksomhed med en med varme skreven biografi af sin "kjære, uforglemmelige Lærer" Weyse i 1876.

### Død og begravelse
Efter en kort affældighedsperiode døde han den 8. november 1880 og blev begravet under sine egne toner til danske salmer. Han er begravet på Assistens Kirkegård.

## Musikken
Adskillige af hans sange og salmer er stadig i brug. I koralbogen fra 1954 er han repræsenteret med 18 melodier. Til gengæld nød han stor anseelse i samtiden, både i Danmark og i udlandet for sit arbejde med at samle, bearbejde og udgive både danske og udenlandske folkemelodier.
- Sange med Akkompagnement af Guitar (1823)
- Kantate til Regensens Tohundredaarsfest (1823)
- Kantate til Prins Ferdinands og Prinsesse Carolines Formælingsfest (1829)
- Billedet og Busten (opera 1832)
- Sokrates (skuespil 1835)
- Tordenskjold (skuespil 1832)
- Dronning Margrethe (skuespil 1833)
- ”Sange til skolebrug”
- Flere kirkekompositioner
- romancer og sange
- salmer

Han skrev blandt andet melodierne til:
- "Et barn er født i Betlehem" (bearbejdelse af gammel folkemelodi)
- "Julen har englelyd"
- "Dejlig er den himmel blå" (ikke den kendte melodi)
- "Lyksalig, lyksalig, hver sjæl, som har fred!"
- "Velkommen igen, Guds engle små"
- "Vær velkommen, Herrens år"
- "Naturen holder pinsefest"

## Værker
- A.P. Berggreen: Biografi om Weyse (1876)

- Wikimedia Commons har flere filer relateret til A.P. Berggreen
- Frie noder af A.P. Berggreen i International Music Score Library Project